# حضارة سويفتربانت
حضارة سويفتربانت كانت حضارة أثرية في العصر الحجري المتوسط في هولندا، مؤرخة بين 5300 ق.م و 3400 ق.م. مثل حضارة إرتبولي فقد تركزت المستوطنات بالقرب من المياه، في هذه الحالة الجداول، كثبان الأنهار والمستنقعات على طول مشاركة الضفاف -glacial من الأنهار مثل فيخت أوفرآيسل.